# Biesdorf-Süd
La stazione di Biesdorf-Süd è una stazione della metropolitana di Berlino, sulla linea U5.

## Storia
La stazione di Biesdorf-Süd fu progettata come parte del prolungamento della linea E (oggi U5) dall'allora capolinea di Tierpark a Hönow; la stazione venne aperta all'esercizio il 1º luglio 1988, contemporaneamente al primo lotto del prolungamento, fino al capolinea provvisorio di Elsterwerdaer Platz.
Nel 2017 la stazione, analogamente alle altre della tratta, venne posta sotto tutela monumentale (Denkmalschutz) in quanto testimonianza della storia dei trasporti nella Repubblica Democratica Tedesca.